# Irakli Modebadze
Pas d'image ? Cliquez ici

a Compétitions nationales et continentales officielles uniquement.

b Matchs officiels uniquement.
Dernière mise à jour le 24 juin 2025.
Irakli Modebadze (en géorgien : ირაკლი მოდებაძე et phonétiquement en français : Irakli Modébadzé), né le 22 novembre 1979, est un joueur de rugby à XV et de rugby à XIII qui évolue au poste de demi de mêlée. Il a joué avec l'équipe de Géorgie de rugby à XV.

## Carrière de joueur

### En équipe nationale
Il dispute son premier match avec l'équipe de Géorgie le 6 septembre 2003 contre l'équipe d'Italie.

## Palmarès

### En équipe nationale
- 4 sélections en équipe de Géorgie.
- Sélections par année : 3 en 2003, 1 en 2004.

Coupe du monde
- 2003 : 2 sélections, comme titulaire (équipe d'Afrique du Sud, équipe d'Uruguay).